# Гибкое рабочее время
Гибкое рабочее время (ГРВ) — форма организации рабочего времени, при которой в определённых пределах работник может самостоятельно определять часы работы в смену. Устанавливается период полной отработки установленного суммарного количества рабочих часов (рабочего дня, недели, месяца). В фиксированное время работник должен находиться на рабочем месте. Система ГРВ является нелинейной, поэтому ГРВ служит примером практического применения принципов нелинейного менеджмента.

## История
Эксперименты по введению гибкого рабочего времени ставили ещё в середине XX века в Германии и ввели там в 1967 году. Опыт Германии заинтересовал другие страны и стал распространяться по Европе и США. Потребность в ГРВ вновь увеличилась, поскольку для поколения Y оно необходимо. Такие графики повышают производительность труда, повышают удовлетворённость работой, уменьшают конфликты между работой и семейной жизнью, позволяют принимать на работу талантливых специалистов, а также тех, кто проживает в отдалённых местах, снижают пиковые нагрузки на транспорте и другое.

## Внедрение гибкого рабочего времени в СССР
В книге А. Левикова дано описание хода проведения эксперимента по внедрению ГРВ в Эстонии.
Первое использование такого режима труда произошло в СССР в 1972 году на сланцеперерабатывающем предприятии в городе Кохтла-Ярве (Эстония). Научно-методическим центром по режимам гибкого рабочего времени на начальном этапе был Научно-исследовательский институт сланцев (Кохтла-Ярве). По методике НИИ сланцев предусматривалось применение Банка времени. Он был впервые использован в 1977 году на Кохтла-Ярвеском хлебокомбинате.
Популяризации новой и демократической формы организации труда способствовала «Литературная газета» (Александр Левиков) и статьи американского журналиста Дэвида Шиплера. По гибкому рабочему времени было проведено две научно-практических конференции (в 1980 и 1987 годах), издана монография (1984) и опубликованы статьи.

## Правовое регулирование
Правовая оценка такого режима труда приведена в работе известного специалиста по труду М. Я. Сонина.
Режим ГРВ вводится в соответствии с Трудовым кодексом РФ, а также «Рекомендациями по применению режимов гибкого рабочего времени на предприятиях, в учреждениях и организациях» (Постановление Госкомтруда СССР и Секретариата ВЦСПС от 30 мая 1985 года № 162/12-55)., «Положением о порядке и условиях применения скользящего (гибкого) графика работы для женщин, имеющих детей» (Постановление Госкомтруда и Секретариата ВЦСПС от 6 июня 1984 года № 170 /10-101). Постановления действуют только в части, не противоречащей Трудовому кодексу РФ.